# Bhagavad Gita

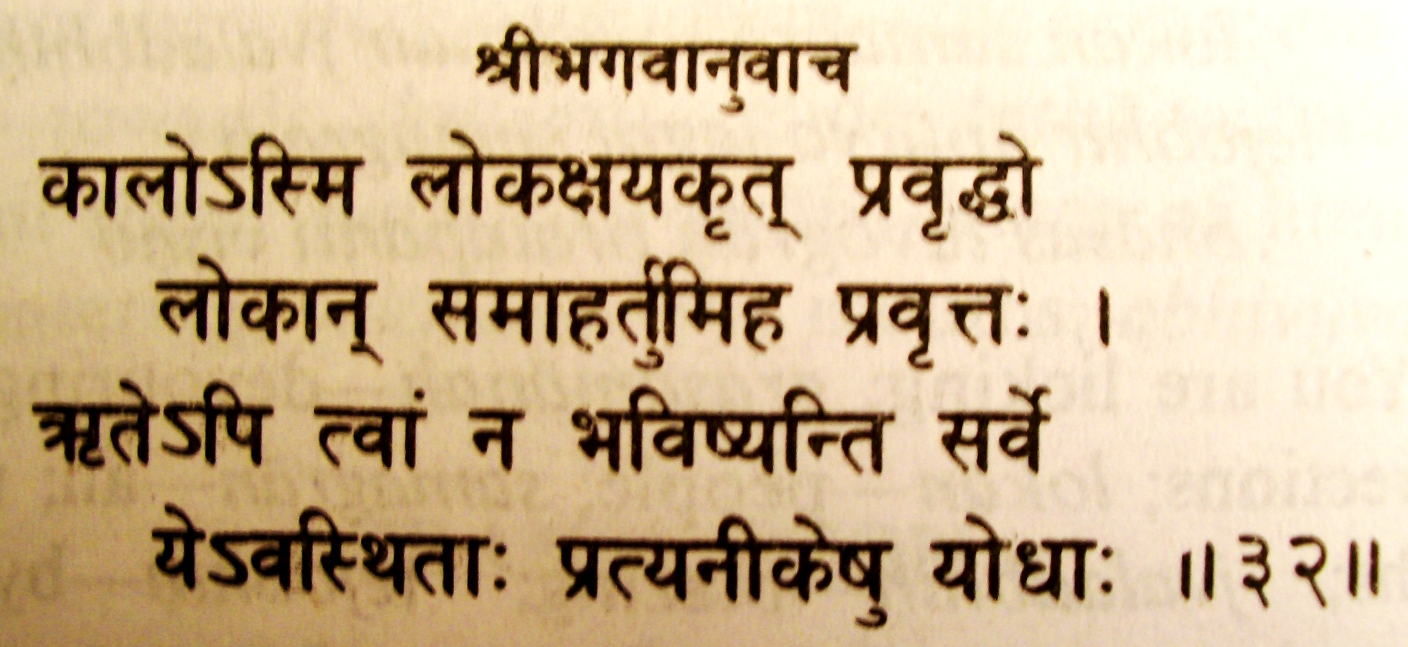
Fragment uit de tekst, hoofdstuk 11:32 (enkele eeuwen voor Christus)

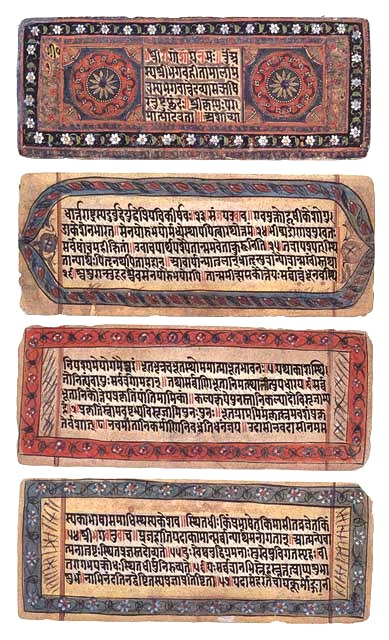
Bhagavad Gita (19e-eeuws manuscript)

De Bhagavad Gītā (letterlijk Lied van de Heer) vormt een onderdeel (Bhishma Parva 23-40) van het zeer omvangrijke epische gedicht de Mahābhārata (letterlijk Groot India), een boek toegeschreven aan de wijze Vyasa. 
Omdat het boek God als een persoon (de alomtegenwoordige Krishna) vooropstelt, is de belangrijkste invloed van het boek terug te vinden in de bhakti-beweging zoals die te vinden is bij de Vaishnava's in India en in het Westen. Krishna treedt hierbij naar voren als de belangrijkste manifestatie van God op aarde: als Bhagavān, de Hoogste Persoonlijkheid van Gods, de Heer van de Yoga (Yogīśvara). Het boek behoort tot de smriti, de verhalen aan de hand waarvan god (īśvara, Paramātmā of Brahma) herinnerd wordt. Niettemin wordt het boek ook wel omschreven als de Gītopaniṣad of Yogupaniṣad.
Upanishad betekent essentiële vedische filosofie en hiermee wordt aangegeven dat de status van het boek vergelijkbaar is met die van de Veda's (de śruti). De Gita noemt zichzelf dan soms ook de vijfde Veda.

## Inhoud

### Datering
Bij de datering van de Gita speelt mee of het beschouwd wordt als werkelijk onderdeel van de Mahabharata of als latere toevoeging. De samenstelling van de enorme Mahabharata moet eeuwen hebben geduurd, waarschijnlijk tussen ongeveer 400 v.Chr. en de tweede eeuw n.Chr., mogelijk later. Op basis van het gegeven dat Krishna wordt neergezet als een incarnatie zou de Gita tegen het einde van de tweede eeuw v.Chr. toegevoegd kunnen zijn. Het moet in ieder geval na de vijfde eeuw v.Chr. zijn geweest, na de belangrijkste Upanishad's. 

### Structuur
De Bhagavad Gita is onderverdeeld in achttien hoofdstukken.
Hoofdstuk 1: De Yoga van de neerslachtigheid van Arjuna
Hoofdstuk 2: De Yoga volgens de Sankhya
Hoofdstuk 3: De Yoga van Handeling
Hoofdstuk 4: De Yoga van Wijsheid
Hoofdstuk 5: De Yoga van Verzaking van handeling
Hoofdstuk 6: De Yoga van het Schouwen van het Zelf
Hoofdstuk 7: De Yoga van Wijsheid en Kennis
Hoofdstuk 8: De Yoga van het Onvergankelijke, oneindige Brahman
Hoofdstuk 9: De Yoga van de Koninklijke Kennis en het Koninklijk Geheim
Hoofdstuk 10: De Yoga van Majesteit
Hoofdstuk 11: De Yoga van het Visioen van de Vorm van het Al
Hoofdstuk 12: De Yoga van Toewijding
Hoofdstuk 13: De Yoga van het Onderscheid tussen het Veld en de Kenner van het Veld
Hoofdstuk 14: De Yoga van de Non-identificatie met de drie Guna's
Hoofdstuk 15: De Yoga van eenwording met Purushottama
Hoofdstuk 16: De Yoga van het Onderscheid tussen het Goddelijke en het Demonische
Hoofdstuk 17: De Yoga van de drie soorten van Geloof en Vertrouwen
Hoofdstuk 18: De Yoga van Bevrijding door Zelfverzaking

### Samenvatting

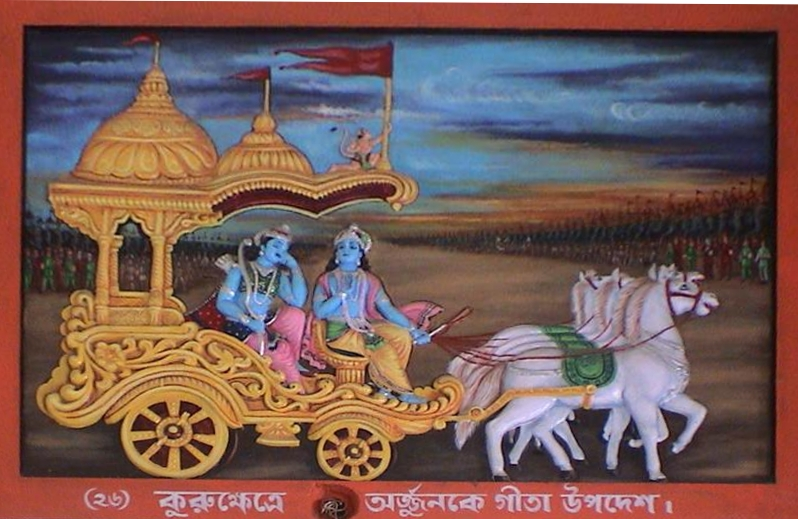
Krishna spreekt tegen Arjuna op het slagveld van Kurukshetra

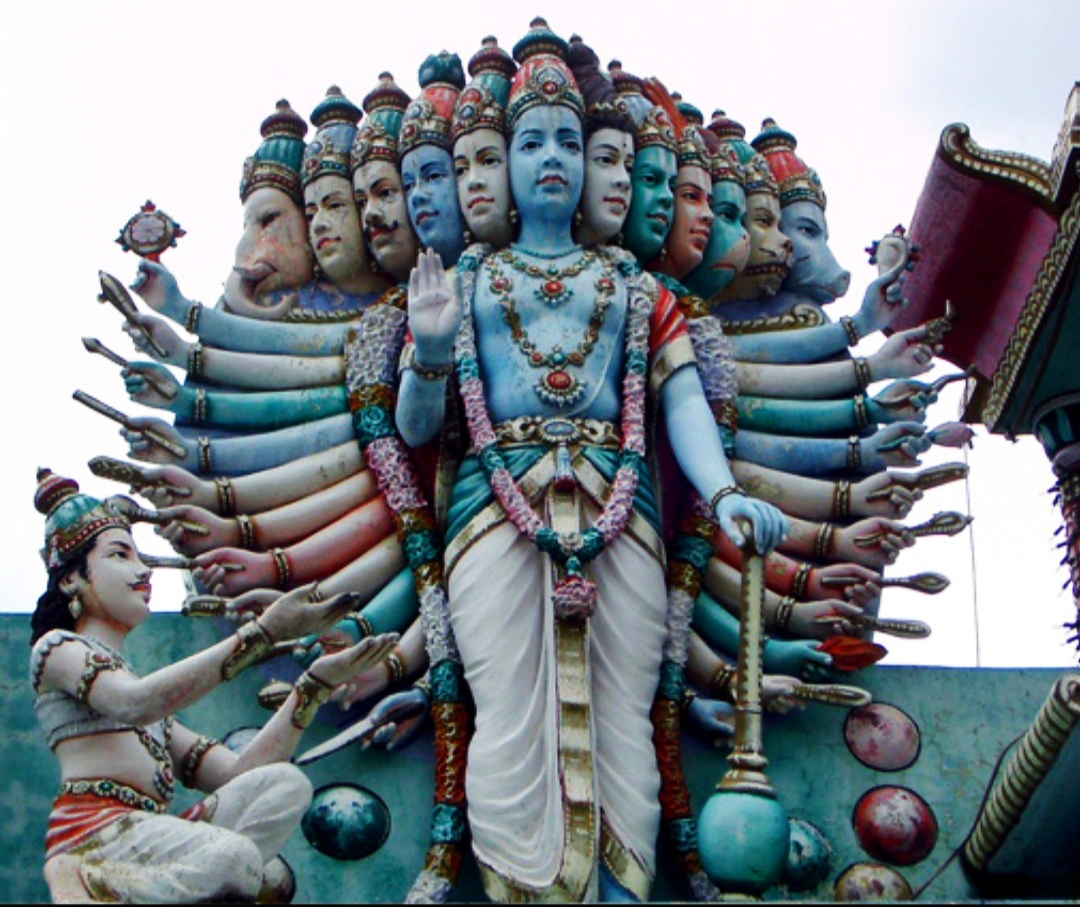
Krishna toont zijn Vishwarupa (universele vorm) aan Arjuna

De Bhagavad Gita is een dialoog tussen God in de gedaante van Krishna en Zijn vriend en toegewijde in de gedaante van de vedische prins Arjuna vlak vóór de aanvang van de Bharata-oorlog om Kurukshetra in India (Bharatavarsha) zo een vijfduizend jaar terug. In de Bhagavad Gita gaat het erom God en de eeuwige ziel (ātma) te vinden met inbegrip van het daarbij behorende juiste handelen.
Arjuna komt in dit boek op het slagveld van Kurukshetra tegenover zijn familie en vrienden te staan. Hij moet met de ene helft tegen de andere helft van hen ten strijde trekken om de heerschappij over zijn land terug te krijgen. Hij verloor die macht toen hij met zijn broers bedrogen werd in een dobbelspel. Als hij (in hoofdstuk 1) ziet dat hij hiervoor tegen zijn dierbaren moet strijden, legt hij zijn wapens af en roept hij in wanhoop tot zijn goede vriend en wagenmenner Krishna dat hij deze strijd hoe dan ook niet van zins is te voeren. Hij wil en kan niet winnen. Als hij wint verliest hij zijn dierbaren en kleeft er "bloed" aan het veroverde koninkrijk, en als zijn dierbaren het overleven, verliest hij de strijd. Arjuna onthult aan Krishna dat hij maar liever naar het woud gaat en alle beslommeringen achter zich laat.
Maar Krishna door Arjuna aangesproken als de Allerhoogste leraar op het gebied van de vedische kennis weet Arjuna te overtuigen dat dit ingaat tegen zijn svadharma, zijn plicht als krijger. Als Arjuna zich in zijn wanhoop aan Hem overgeeft als zijn leerling vraagt hij, na een eerste instructie te hebben ontvangen over Zijn wezen en de noodzaak van de plicht, erom Krishna's ware gedaante te zien. Krishna toont daarop Zijn universele gedaante (in hoofdstuk 11). Deze manifestatie vormt een permanente en radicale omslag in Arjuna's denken. Daarmee heeft hij de Absolute Waarheid van de alomtegenwoordige god gezien die Krishna is en die in het geheel niet zo onpersoonlijk is als een onverlichte ziel wel kan denken die god nog niet echt gezien heeft. De Gita eindigt met een vastberaden, gekalmeerde Arjuna die beheerst de strijd aangaat. In de rest van de Mahabharata is te lezen hoe hij met Krishna en zijn broers als enigen de slachting en de nasleep ervan overleven en dat daarmee een nieuwe tijdperk, het Kali Yuga tijdperk wordt ingeluid.

## Filosofie

### Twee hoofdwegen
In de Bhagavad Gita verschaft Krishna uitleg over de aard van de yoga in achttien hoofdstukken die volgens vele commentatoren vanaf Madhusudana Sarasvati (geb. circa 1490) daarin wordt ingedeeld in drie opeenvolgende gedeelten die ieder een eigen vorm van yoga aan de orde stellen: karma-, bhakti- en jñāna-yoga; het zich verenigen in het bewustzijn vanuit respectievelijk de arbeid, de toewijding en de spirituele kennis. Anderen, met name de yogi's van het bhakti-pad, zijn het met deze indeling niet helemaal eens omdat daarmee bedoeld zou zijn dat jñãna het einddoel van de yoga zou zijn terwijl de bevrijding (mukti) juist wordt gevonden in de toegewijde dienst van de bhakti. In het achttiende hoofdstuk benadrukt Krishna ook dat men alle vormen van dharma moet laten varen en dat men zich geheel aan Hem over moet geven (18:60). De dualistische dvaita- en aanverwante vedantische commentaren interpreteren dat als een bewijs dat de bhakti het doel is, terwijl de advaita-commentaren van het nondualisme dat meer als een motief van de jñāna zien. Afhankelijk van de methode van overgave zijn er dus verschillende interpretaties van de Gita. De weg van de jñãna zoals die door de advaita-georiënteerde Gita-interpretatie van Adi Śankara wordt voorgesteld zou voor het doel van de bhakti te onpersoonlijk werken. Anderzijds zou de bhakti, in de ogen van de leer der verlichting, te veel gehechtheid aan uiterlijke vormen met zich meebrengen waardoor men de verlichting nooit kan bereiken. Bhakti zou zo bezien dan een angst voor de verlichting kunnen inhouden. De staat van verlichting (kaivalya), het van binnen doorbreken van de geestelijke wereld dat de onafhankelijkheid brengt die Krishna ook verdedigt (in 3:18) en die Hij zelfs laat zien met de universele gedaante (de virāta rūpa, virāta purusha, of vishvarūpa), wordt door de bhakta niet echt als een doel of een voorwaarde gezien, want wat is de verlichting nu waard als het leidt tot een liefdeloze afzijdigheid en vervreemding van de medemens en de wereld die immers ook (deel uitmaakt van) Zijn werkelijkheid? Krishna spoort behalve de weg inwaarts (sādhana, geestelijke discipline) ook aan tot concrete rechtschapen en toegewijde actie (resp. dharma & bhakti) in de buitenwereld. Niettemin acht de vaishnava het begrip ãtma-nivedanam, de communicatie met de ziel, de zelf-communicatie van het geïnternaliseerd hebben van de leraar van buiten, wél als het einddoel van de emancipatie in bhãgavata dharma, de weg van de toegewijde dienst. Arjuna stelt Krishna zelfs vragen over dit strijdpunt van verzaking dan wel actie (5:1). Krishna kiest dan voor het pad van het handelen als het belangrijkste. Het andere pad is haalbaar, maar moeilijk naar Zijn zeggen. Men zou ter verzoening van de twee vedantische posities aan de driedeling nog een vierde vorm van yoga die in de Gita wordt besproken toe kunnen voegen: dhyāna yoga, de yoga van het zich verenigen in het bewustzijn door meditatie. In de regelmatige (mantra-)meditatie op deze stellingen van de verschillende vedantische commentaren moet de lezer dan zijn eigen weg vinden.

### Vijf hoofdonderwerpen

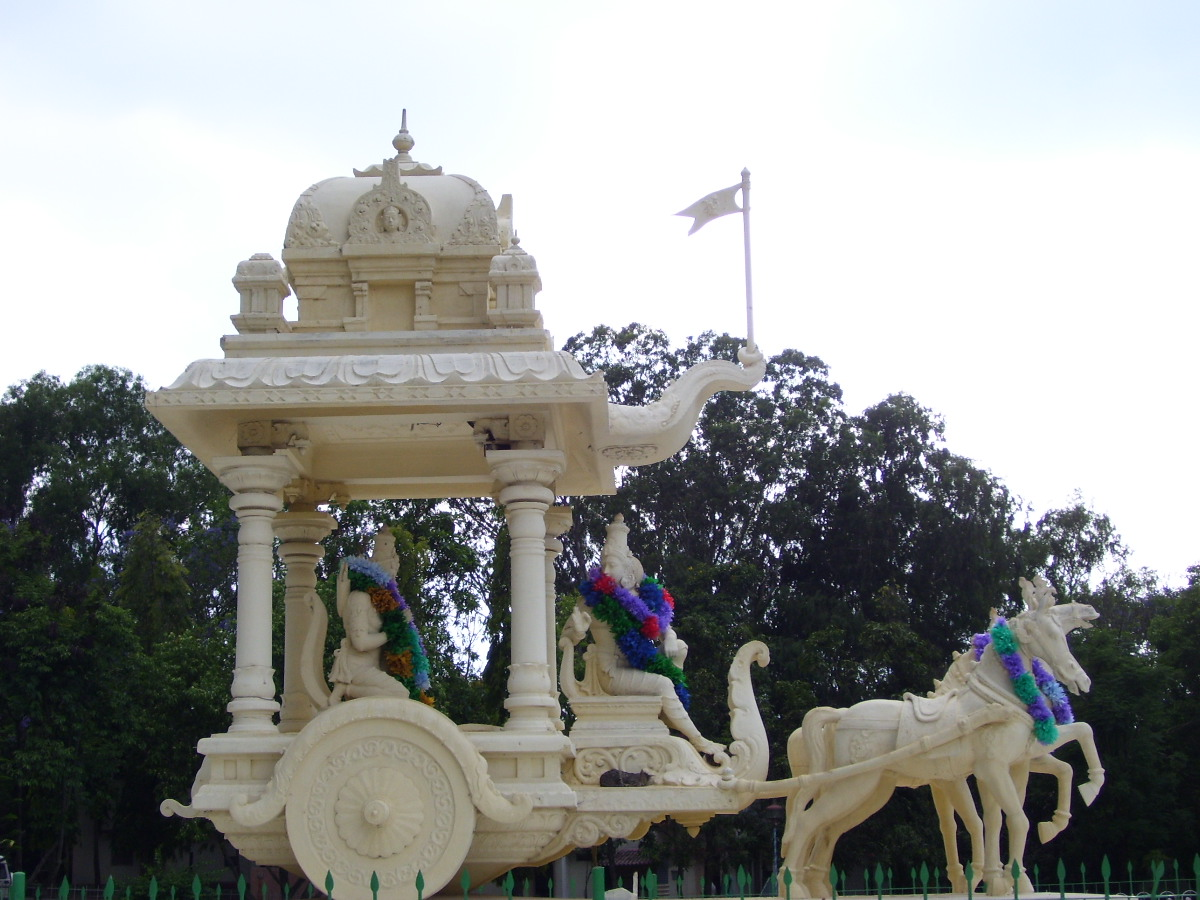
beeldhouwwerk voorstellende het gesprek tussen Krishna en Arjuna. Het bevindt zich in Tirumala.

In Krishna's betoog komen de volgende vijf verschillende hoofdonderwerpen aan de orde:
- Īśvara: de Allerhoogste Heer. Krishna bespreekt Zijn identiteit; Zijn integriteit in relatie tot al de levende wezens, autoriteiten, goden en toegewijden die allemaal tot Zijn vorm en gedaante behoren.
- Jīva: de individuele ziel. Krishna maakt een duidelijk onderscheid tussen het vergankelijke lichaam en de onvergankelijke ziel (ātma, jivātma) in relatie tot de Opperziel (paramātmā) waar iedere ziel mee verbonden is.
- Prakriti: de materie. Krishna beschrijft de guna's, de geaardheden der natuur, en in hoeverre Hij er is als het licht van de zon en de maan en de orde van de sterrenhemel; in feite is de hele materiële wereld zijn gedaante (virāth rūpa).
- Karma: handelen. Krishna verschaft uitleg over de verschillende soorten van arbeid en wat dat inhoudt in relatie tot Hem, het idee van de intelligentie, het van de verlichting (sura, een 'god') of bezeten (asura, een 'demon') zijn, en de zelfverwerkelijking.
- Kāla: de tijd. Krishna maakt in hoofdstuk 13:4-7[5] duidelijk dat Hij de kenner van het veld in al de velden van handelen, de bereiken van binnen en van buiten is die allemaal in de tijd onderscheiden zijn van elkaar en met de z.g. burgerdeugden (de z.g. purushārtha's) in evenwicht moeten worden gebracht (besproken onder andere in S.B. 1.5:9,[6] 4.22:34[7] en 3.4:15[8]). Daarbij identificeert Hij zich in B.G. 7:8[9] met de orde van de maan in de hemel, het licht van de zon en de Tijd (van de natuur) zelf. Hij herhaalt op drie plaatsen dat Hijzelf de Tijd is (B.G. 10:30,[10] 10:33,[11] 11:32[12]). Dat is het grote geheim dat Hij in hoofdstuk 11 aan Arjuna onthult als die helemaal van zijn stuk is met het zien van Zijn gigantische bovenzinnelijke gedaante.

### Geaardheden
Krishna benadrukt de drievoudige aard van de werkelijkheid van de persoon en de materie (B.G. 14,17 & 18). Hij doet dit door te wijzen op de aard van de materiële werkelijkheid zoals die van invloed is op de manier waarop men eet, offers brengt en zijn werk doet. De goden Brahmā, Śiva en Vishnu zijn z.g. guna-avatāra's, de goddelijke vertegenwoordigers van de drie geaardheden die samen Zijn werkelijkheid uitmaken. Daarmee stelt Krishna zich in feite als de bron der halfgoden boven hen. In de bhakti geldt Krishna dan ook als de oorsprong aller dingen, als de oorspronkelijke persoonlijkheid van god (ādi purusha).
De drie fundamentele geaardheden waar alles op terug te voeren is, de guna's, zijn:
1. Sattva-guna – de goedheid,
2. Rajas-guna – de hartstocht,
3. Tamas-guna – de onwetendheid.

De twee filosofieën in de yoga van het dualisme en nondualisme laten zich ook wel omschrijven als zijnde saguna en nirguna. Als zijnde resp. begaan met de geaardheden en als zijnde vrij van de geaardheden. Uiteindelijk verklaart Krishna zich daarin de eenheid in de verscheidenheid (B.G. 9:15). Een stelling die in de bhakti geldt als de siddhãnta, de eindconclusie van de vedantische overweging (acinthya bheda-abheda tãttva).
De guna's der verscheidenheid hebben ieder hun eigen kenmerken:
- de goedheid kenmerkt zich door kennis,
- de hartstocht door beweging (onrust),
- en de onwetenheid kenmerkt zich door traagheid en waanzin.

Krishna stelt de goedheid voorop als de zuiverste (B.G. 14:6) en waarschuwt tegen de hartstocht als de bron van alle kwaad. Hij stelt dat lust en woede, voortkomend uit de geaardheid hartstocht de allesvernietigende grote vijand is (B.G. 3:37).

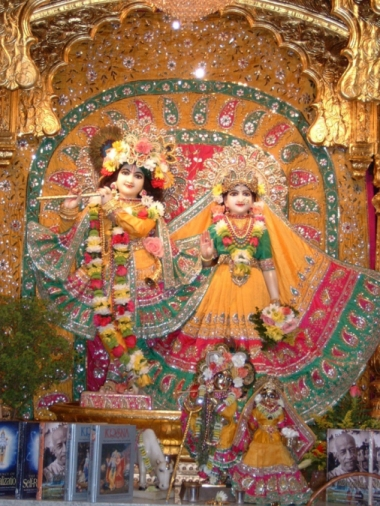
Krishna (links) met Zijn jeugdliefde Rādhā (rechts) aanbeden in de tempels van de bhakti

### Fasen van realisatie
Het gaat in de yoga, zoals het in de Krishna-bijbel, het Srimad bhagavatam (S.B. 1.2:11) duidelijk wordt, om de zelfverwerkelijking, dat wil zeggen om de realisatie van de oorspronkelijke aard in drie fasen:
1. Brahman – de onpersoonlijke universele energie,
2. Paramātmā – de Opperziel in ieders hart,
3. Bhagavān – God als een persoon, met een bovenzinnelijke gedaante.

Krishna in de rol van Bhagavān die uitleg verschaft over het Paramātmā van de Superziel en de geest van het Absolute Brahman, noemt in de Gita in indirecte termen hem een dwaas die geleerde woorden spreekt, maar zich daarbij niettemin druk maakt om het sterfelijke materiële lichaam. Zo beweegt Hij Arjuna tot rust en vastberadenheid. Het valse ego (ahankāra) van het zich identificeren met het lichaam dat een ieder doet in zijn onbevangen gehechtheden, moet worden ingewisseld voor het ware ikbesef van de ziel (ātmā) in relatie tot de superziel (Paramātmā). De leringen, in de Bhagavad Gita aan Arjuna gegeven, waren er om zijn oorspronkelijke aard van dienstbaarheid als een eeuwige ziel (svarūpa) weer op te wekken zodat hij, met zijn plichtsbesef hersteld, de weg weer terug kon vinden naar de spirituele wereld die voor iedere volwassen persoon steeds de leidraad is in het voorbije. In het achtereenvolgens doorlopen van de fasen kan men naar de ātmatattva spirituele kennis (wat men kan vertalen met de term "filognosie") verschillende wegen bewandelen die in essentie zijn vervat in de zes darshana's of fundamentele spirituele visies van de hindoeïstische filosofie.

### Karma en Akarma
Krishna houdt in de Gita een betoog over het handelen omwille van de handeling zelf, een handelen zonder gehecht te zijn aan het resultaat (akarma, bhakti). Hij stelt drie vormen van karma aan de orde: werken met het claimen van een resultaat (karma), werken voor god (akarma, lett. niet-werken) en onrechtschapen bezig zijn (vikarma, misdaad). Daarbij draait Hij de zaken zelfs om: zij die werken, werken niet echt voor het goede doel van God en zij die niet werken doen het eigenlijke toegewijde (monniken-) werk. Dat is wat onder intelligent zijn moet worden verstaan. Hij raadt Arjuna aan zich niet langer te hechten aan aardse genoegens en weerzin, familie en vrienden, maar om in gelijkmoedigheid al zijn handelingen in toewijding (bhakti) op te dragen aan god als zijnde aanwezig in het hart van ieder levend wezen. Hiermee onderstreept dit klassieke werk dan weer het immer actuele thema van het spanningsveld dat in ieder mens bestaat tussen het onthecht dienen van de innerlijke godheid (bhakti yoga) en het onvermijdelijke handelen in de buitenwereld (karma-mārga).

### Vier roepingen en geestelijke afdelingen

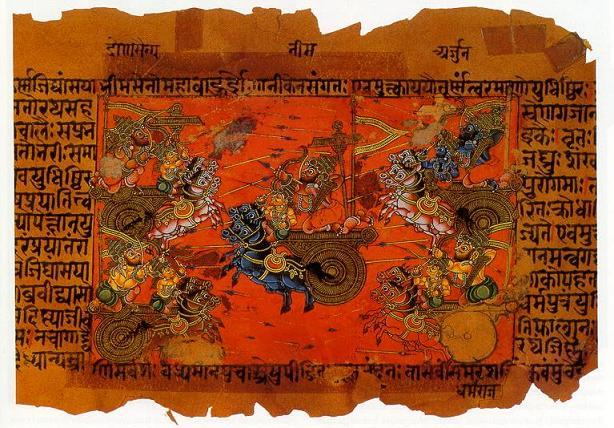
Een blad van een manuscript dat de Mahabharata oorlog laat zien te Kurukshetra.

Krishna stelt in B.G. 4:13 dat Hij de oorsprong is van de onderscheidingen van klasse en geestelijke afdeling (varna en āśrama). Maar ook dat men Hem niet moet zien als de oorzaak van de versplintering en discriminatie van een klassenmaatschappij of een kastenstelsel die ermee samenhangt. Hij benadrukt dat in de toewijding tot Hem, de eenheid van dat alles in het voorbije, alles op zijn plaats valt. Buiten Hem om ontstaat er de gehechtheid aan de wereld en de strijd daarin van het verdeelde zelf, het valse ego van het 'ik' en 'mijn' (ahankāra).
De vier varna's, letterlijk de kleuren, klassen of roepingen vermeld in B.G. 18:41-44 zijn:
- Brāhmana's (brahmanen) – de leraren en de geestelijkheid (leerlingen inbegrepen),
- Kshatriya's – de bestuurders en militairen (zowel wetgevend, uitvoerend als controlerend),
- Vaiśya's – boeren en ondernemers (de handel, de middenstand),
- Śūdra's – de arbeiders, de werknemers en bedienden van de overige drie klassen.

De vier geestelijke afdelingen – die meer uitgebreid besproken worden in het Bhāgavatam (7.11 & 11.17&18) – van wat wij kennen als de burgerlijke status, zijn:
- Brahmancārī's – vrijgezellen, studenten, ongetrouwden, celibatairen,
- Grihastha's – de gehuwden,
- Vanaprastha's – de middelbare leeftijd doorgaans van de teruggetrokkenen (gescheiden),
- Sannyāsī's – de wereldverzakende levensorde, de onthechten (doorgaans de bejaarden).

In dat wat het varnāśrama dharma wordt genoemd wordt iedereen geacht zich te gedragen overeenkomstig zijn burgeridentiteit zoals die wordt bepaald door grofweg de leeftijd en de beroepsuitoefening. Om die reden wordt Arjuna door Krishna tot de strijd aangezet: hij is immers een kshatriya. Voor de andere klassen geldt een andere levensopdracht van handelen en niet-handelen, een onderwerp dat de grootste filosofen nog voor vraagtekens plaatst.

## Belang
De Gita is samen met de yogasoetra's van Patanjali een van de belangrijkste bronnen van de yogafilosofie, omdat het Lied antwoorden geeft op vragen over de aard van het bovenzinnelijke, en hoe men die gelukzaligheid, wijsheid en eeuwigheid kan bereiken levend met het huidige menselijk lichaam. Het boek vormt voor iedere Hindoe de basisreferentie in zijn cultuur. Vanwege zijn omvang geniet het boek bij Hindoes zelfs een grotere bekendheid en waardering dan de belangrijkste Purāna, het meest uitgelezen boek met heilige verhalen van India, de Hindoe-bijbel bij uitstek, het Srimad Bhagavatam. In dat boek staan de verhalen die de achtergrond beschrijven van wat er zich in de Gita afspeelt. Ze handelen over de geboorte en verdere daden van Krishna en Zijn toegewijden en familieleden, de toegewijde dienst en alle goden en wijzen die nog meer een rol spelen. Met name het tiende canto van het Srimad bhagavatam geniet grote populariteit vanwege zijn leesbaarheid en liefdesthema's in het gedetailleerd beschrijven van Krishna's levensgeschiedenis. Het Bhâgavatam handelt, als een raamvertelling waarin de gehele vedische cultuur aan de orde komt, over een gebeurtenis van een latere datum dan de Gita, het beschrijft de nasleep van de oorlog en vormt in essentie een voor iedereen leesbaar, vanzelfsprekend commentaar op de Vedanta-sūtra. De Bhagavad Gita verhoudt zich tot het Bhagavatam zoals de bergrede zich verhoudt tot de christelijke Bijbel. Naast de vele groten uit de geschiedenis als Robert Oppenheimer, en Albert Einstein die inspiratie putten uit de Gita, schreef Mahatma Gandhi zelfs een eigen versie van de Gita. Hij interpreteerde de slag als "een allegorie waarin het slagveld de ziel is en Arjuna, het hogere streven van de mens die worstelt tegen het kwaad."

## In Nederlandse vertaling
- Bhagawad Gita, vertaald en ingeleid door Ir.J.A.Blok, 1947, Kluwer, Deventer
- Bhagavad Gita, vertaald, ingeleid en toegelicht door C. Keus, 1969, ISBN 9789020245158
- De Bhagavad-gītā zoals ze is, vertaling Hendrik van Teylingen, 1970, ISBN 9789070742287. Tweetalige editie naar Bhagavad-gītā As It Is van A.C. Bhaktivedanta Swami Praphupada (stichter van de Hare Krishna-beweging), met tekst in Sanskriet, transcriptie, woord-voor-woordvertaling, vloeiende vertaling en uitgebreide betekenisverklaringen
- Bhagavad Gita. Het lied van de Alvervulde, berijmd en toegelicht door Hendrik van Teylingen, 1983, ISBN 9789062716852
- Bhagavad Gita. Het klassieke boek van yoga en bezinning, vert. Guus Nooteboom, 1989, ISBN 9789020233186. Metrische vertaling uit het Sanskriet, afgesloten in de Tweede Wereldoorlog en bewerkt door de zoon van de vertaler, met een inleiding van T. Goudriaan
- Bhagavad Gita. De dialoog tussen Krishna en Arjuna uit de Mahabharata, vertaald, ingeleid en van aantekeningen voorzien door Erik Mossel, 1993, ISBN 9789073207356
- Bhagavad Gita. Het heilig boek van de hindoes, vertaald door Gerda Staes en ingeleid door Winand Callewaert, 2001, ISBN 9789058261304
- Vrijheid volgens de Bhagavad Gita, vert. Mansukh Patel, 2009, ISBN 9789081412414